# 平戸温泉
平戸温泉（ひらとおんせん）は、長崎県平戸市にある温泉。

## 泉質
- ナトリウム-炭酸水素塩泉（低張性アルカリ性高温泉）
  - 泉温　35℃

## 温泉街
オランダとの貿易で繁栄した平戸島各地に宿泊施設が広がっている。
そのうち、温泉を引く宿泊施設は7軒点在する。一部の宿泊施設で日帰り入浴も受け付けている。
全て源泉は島北部にある「平戸温泉給湯センター」からタンクローリーを通じて、各旅館・ホテルに供給している。

### 温泉宿泊施設
- 国際観光ホテル　旗松亭
- 湯快リゾート　平戸千里ヶ浜温泉　ホテル蘭風
- 平戸海上ホテル
- サムソンホテル
- ホテル彩陽
- 旅館田の浦温泉
- 旅亭　彩月庵

### その他の温泉施設
- うで湯・あし湯（足湯）

## 歴史
- 2000年（平成12年）- 「平戸温泉給湯センター」が完成し、旅館・ホテルに供給するようになった。

## アクセス
- 松浦鉄道西九州線たびら平戸口駅より平戸大橋経由、車で20分。

- 西九州自動車道佐々ICより、車で40分。